# Južni munda jezici
Južni munda jezici, južna skupina jezične porodice munda, velika austroazijska porodica. Obuhvaća dvije uže skupine s ukupno (9) jezika, viz.:   
a. Kharia-Juang (2): juang, kharia.
b. Koraput Munda (7):
b1. Gutob-Remo-Geta' (3):
a. Geta' (1): gata' [gaq].
b. Gutob-Remo (2): bondo, gutob (bodo gadaba jezik).
b2. Sora-Juray-Gorum (4) Indija:
a. Gorum (1): parenga [pcj].
b. Sora-Juray (3): juray, lodhi, sora

## Vanjske poveznice
- Ethnologue (14th)
- Ethnologue (15th)